# Delta Donave
Delta Donave (romunsko Delta Dunării, ukrajinsko Дельта Дунаю, Del'ta Dunaju) je obsežna rečna delta v vzhodni Evropi,  kjer se Donava izliva v Črno morje. Zavzema 4152 km², 82 % je je na ozemlju Romunije, preostanek na skrajnem severnem delu je v Ukrajini. Od glavnega toka se odcepita dva večja kraka, Kilija in Tulcea, ki se izlivata ločeno. S tem je delta Donave za delto Volge druga največja evropska delta.
To je največje strnjeno močvirje v Evropi, kjer vodna vegetacija (predvsem trstičevje) porašča ogromne površine in ustvarja plavajoče otoke, ki so izjemno pomemben habitat za številne vrste ptic, rib ter drugih vrst organizmov. Kljub grožnjam zaradi človeške dejavnosti je območje razmeroma dobro ohranjeno in romunski del je vpisan na Unescov seznam svetovne naravne dediščine. Vanj je vključen tudi kompleks velikih lagun Razelm-Sinoie na jugu, ki sicer ni del same delte.

## Geografija in geologija
Današnja delta Donave se je začela oblikovati po letu 4000 pr. n. št. v zalivu Črnega morja, ko se je morje dvignilo na sedanjo raven. Peščena pregrada je blokirala Donavski zaliv, kjer je reka sprva zgradila svojo delto. Po polnjenju zaliva s sedimentom se je po 3500 pr. n. št. delta razvila zunaj tega zapornega ustja. Zgradila je več zaporednih krakov : Sveti Jurij I. (3500–1600 pr. n. št.), Sulina (1600–0 pr. n. št.) Sveti Jurij II. (0 pr. n. št.– danes) in Chilia ali Kilija (1600 do danes). V jezerih in lagunah, ki mejijo na delto na severu (Kilija I in II) in proti jugu (Dunavatz), so bili zgrajeni še drugi notranji kraki.  Veliko nanosov v delti in velika širitev njene površine v obliki krakov so posledica erozije tal, povezanih s čiščenjem gozdov v porečju Donave v 1. in 2. tisočletju.  Geolog Liviu Giosan je povedal za New York Times:
Verjetno je bilo 40 odstotkov delte ustvarjene v zadnjih 1000 letih. Ta ugotovitev je bila presenetljiva/prelomna.
Delta je zdaj ogrožena zaradi velikega primanjkljaja sedimentov po gradnji jezov na Donavi in njenih pritokih v poznejši polovici 20. stoletja. Vendar pa je gradnja gostega omrežja plitkih kanalov v delti v istem obdobju zmanjšala primanjkljaj v delti, a povečala erozijo vzdolž obale.  Delta Donave ima nizko aluvialno ravnino, ki jo večinoma pokrivajo mokrišča in voda. Sestavljena je iz zapletenega vzorca močvirja, kanalov, vodotokov in jezer. Povprečna višina je 0,52 m z 20 % ozemlja pod morsko gladino in več kot polovico, ki ne presega enega metra višine. Sipine na najobsežnejših ravnih peščenih območjih delte (Letea in Caraormanova) so višje (12,4 m in 7 m). Največja jezera so Dranov (21,7 km²), Roşu (14,5 km²) in Gorgova (13,8 km²).
Na severu (v Ukrajini) je prav tako več jezer, med katerimi je največje Jalpug.

### Pritoki Donave
Donava se razdeli v tri glavne krake: Kilija, Sulina in Sveti Jurij (Sfântul Gheorghe). Zadnja dva kraka ustvarjata kanal Tulcea, ki se nadaljuje kot eno telo nekaj kilometrov po ločitvi od Chilie. Na ustju vsakega kanala se postopno oblikuje novo ozemlje, saj se delta še naprej širi.
| krak                               | dolžina (km) | pretok (m3/s) (1921–1990) |
| ---------------------------------- | ------------ | ------------------------- |
| krak Kilija                        | 120          | 3800                      |
| krak Sulina                        | 64           | 1250                      |
| krak Sveti Jurij (Sfântu Gheorghe) | 70           | 1500                      |

Kilija je  na severu, najdaljša, najmlajša in najživahnejša, z dvema drugotnima notranjima deltama in eno mikrodelto pri celotnem nastajanju na ustju (v Ukrajini).
Sulina je osrednja in s tem najkrajši krak, ki je posledično omogočila promet in se je močno preoblikovala. Na ustju je glavno pristanišče in edino naselje z mestnimi značilnostmi v romunskem delu delte. Zaradi nanosov na ustju je bil za zaščito plovbe zgrajen kanal, ki se postopoma podaljšuje v morje (trenutno je dolg 10 km).
Sveti Jurij na jugu je najstarejši in najredkeje naseljen krak. Njegov nanos je povzročil nastanek Sakalinskih otokov, kar se je začelo leta 1897. Danes je dolg 19 km.

### Podnebje
Podnebje v delti je celinsko z močnimi vplivi bližine Črnega morja in njegovega prevladujočega amfibijskega okolja. To je najbolj sušna in najbolj sončna regija Romunije. Povprečna letna temperatura je 11 °C (–1 °C v januarju in 22 °C v juliju), povprečna količina padavin med 400 mm/leto in 300 mm/leto, ki se manjša z zahoda na vzhod. Izhlapevanje je okoli 1000 mm/leto, ojačano z močnimi in pogostimi vetrovi, kar povzroča dolga obdobja suše poleti. Severozahodni vetrovi povzročajo pogosta neurja spomladi in jeseni. V notranjosti delte je celinsko podnebje zelo izrazito.

## Glavni ekosistemi
Delta Donave spada v panonski stepski ekosistem vzhodne Evrope s sredozemskimi vplivi. Kot mlada regija pri celotnem procesu utrjevanja je delta Donave zelo ugoden kraj za razvoj zelo raznovrstnega rastlinstva in živalstva s številnimi redkimi vrstami. V njem je 23 naravnih ekosistemov, vendar zaradi obsega močvirij prevladuje vodno okolje; kopensko okolje je tudi na višjih kopenskih nasipih, na katerih so se razvili kserofilni ekosistemi (suholjubne rastline). Med vodnim in kopenskim okoljem je močvirnati, zlahka poplavljen pas izvirne flore in favne, prilagojene vodi ali kopnemu, odvisno od sezone ali vodnega režima. Pri stiku med sladkovodno in morsko vodo potekajo nekateri posebni fizikalni, kemični in biološki procesi, zaradi česar biologi to območje obravnavajo kot zelo poseben ekosistem, imenovan preddelta. Zaliv Musura severno od Suline in zaliv Svetega Jurija sta najznačilnejša za to vrsto ekosistema.
Ker je delta Donave na glavnih selitvenih poteh in zagotavlja ustrezne možnosti za gnezdenje in valjenje, je magnet za ptice iz šestih največjih svetovnih ekoregij, vključno z mongolsko, arktično in sibirsko. V poletnih mesecih je v delti več kot 320 vrst ptic, od tega 166 valilnih vrst in 159 selitvenih. Več kot milijon posameznih ptic (labodov, divjih rac, lisk itd.) preživi zimo tukaj.

### Ekosistem tekoče vode
Ta zajema krake Donave in vrsto njenih pomembnejših potokov in kanalov. To je okolje, bogato s planktonom, črvi, mehkužci, ličinkami in spužvami, številnimi vrstami rib, kot so krap, ščuke, smuč, som in sladkovodni jesetri (kečiga, beluga in donavska skuša).

### Ekosistem stoječe vode
To okolje obsega jezera in različne ribnike, potoke in kanale. Zanj je značilna bogata plavajoča in potopljena flora (Myriophyllum, Ceratophyllum, Vallisneria itd. pod vodo, Nymphaea alba (lokvanj), Nuphar lutea (rumeni blatnik), Trapa natans, Alisma plantago itd. plavajoče rastline s koreninami ob jezerskih mejah in Salvinia natans (plavajoči plavček), Stratiotes aloides, Spirogyra itd. plavajoče rastline brez korenin, ki slabo vplivajo na vodno bioproduktivnost). Med ribami so najpomembnejši linj (Tinca tinca), ploščič (Abramis brama), rdečeperka (Scardinius eritropalmus), pruski krap (Carassius auratus gibelio), evropski som (Silurus glanis), evropski ostriž (Perca fluviatilis) in severna ščuka (Esox lucius).

### Ekosistem močvirij in poplavnih območij
Trstičevje in plavajoči trstični otoki (imenovani plaur v Romuniji) so najpogostejši in dobro znani deli delte Donave. Vegetacija tega ekosistema je sestavljena iz trstičevja (Phragmites communis) in na bližnjih rečnih bregovih širokolistni rogoz (Typha latifolia) in  Typha angustifolia), šaš (Carex dioica, Carex stricta), nizozemski loček (Scirpus radicans, Schoenoplectus lacustris) in potočna meta (Mentha aquatica) itd. Zagotavljajo idealen prostor za drstenje in gnezdenje. Trstičevje je mešanica korenin, trave in prsti, ki navadno plavajo ali so zasidrane v strugo. Praviloma obdaja jezera in ribnike ter počasi zarašča vodno površino.
Ta vrsta ekosistema je poznana zaradi raznovrstnosti in veliko ptic, nekaterih zelo redkih. Najpomembnejše so čopasta raca (Aythya fuligula), rdeča grebena (Netta rufina), mlakarica (Anas platyrhynchos), siva gos (Anser anser), pritlikavi kormoran (Microcarbo pygmeus), rjava čaplja (Ardea purpurea), velika bela čaplja (Egretta alba), mala bela čaplja (Egretta garzetta), žličarka (Platalea leucorodia), rožnati pelikan (Pelecanus onocrotalus), dalmatinski pelikan (Pelecanus crispus), labod grbec (Cygnus olor) in črni ibis (Plegadis falcinellus). Nedavno dobrodošel novinec je fazan (Phasianus colchicus).
Med sesalci so tudi evrazijska vidra (Lutra lutra), evropski mink (Mustela lutreola), velika podlasica (Mustela erminea aestiva), divja svinja (Sus scrofa) in divja mačka (Felis silvestris), pozimi pa poljski zajec (Lepus europaeus) in na robu izginotja iz delte, volk in lisica. Vzhodnoazijski rakunasti pes (Nyctereutes procyonoides), pižmovka (Ondatra zibethica) in tudi južnoameriška nutrija (Myocastor coypus) so nedavne vrste, ki so se uspešno prilagodile.

### Rečni breg in ekosistem nasipov
Trdna zemlja delte je bila pokrita z velikimi nasadi vrbe, ki so bile skoraj popolnoma izsekane in zamenjane s kanadskimi topoli. Na rekah, ki jih ohranjajo v naravnem stanju, so še vedno majhni nasadi vrbe (Salix alba, Salix fragilis, Salix purpurea, Salix petandra, Salix triandra itd.), pomešane z belim topolom (Populus alba). Včasih vrbe ob rekah in večjih kanalih Donave ustvarjajo koridorje. Na nasipih Letea in Caraorman so mešani gozdovi hrasta (Quercus robur, Quercus pedunculiflora) z različnimi drevesi (Fraxinus pallisae, Ulmus foliacea, Populus tremula), grmičevjem (Prunus spinosa, enovratni glog –  Crataegus monogyna, navadni šipek – Rosa canina, navadni češmin – Berberis vulgaris itd.) in ovijalke (Vitis sylvestris, Hedera helix, Humulus lupulus, Periploca graeca, ki segajo do 25 m) rastejo na območjih s peskom. Na nasipih Letea  eksotični gozdovi rastejo predvsem v depresijah med peščenimi sipinami, v majhnih nasadih. Favna te regije vključuje malega gada (Vipera ursinii), ribjega orla (Pandion haliaetus) in veliko uharico (Bubo bubo).

## Prebivalci
Delta Donave je morda najmanj naseljena evropska regija Evrope.  Na romunski strani živi približno 20.000 ljudi, od tega 4600 živi v pristanišču Sulina, kar je povprečno približno dva prebivalca na km². Preostali del prebivalcev je raztresen med 27 vasi, od tega imajo le tri več kot 500 ljudi (leta 2002). Mesto Tulcea na zahodnem robu delte je imela 92.000 prebivalcev (leta 2002); je vozlišče regije in vrata do delte.
Osamitev in ostre življenjske razmere v delti, ki temeljijo predvsem na preživetju, so povzročile, da so se ljudje izseljevali. Zelo malo rojenih v regiji je ostalo tu vso odraslo dobo. Istočasno se njeni prebivalci zelo razlikujejo, saj so iz številnih delov Romunije. Celotno prebivalstvo je v 20. stoletju ostalo bolj ali manj stalno; leta 1890 je bilo 12.000 prebivalcev in 14.000 pred drugo svetovno vojno. Romunov je približno 80 %, Ukrajincev 10 %. V delti živijo etnične manjšine, kot so Grki, Turki in Bolgari (stanje leta 1992). Tu živijo tudi Lipovci, potomci starih pravoslavcev, ki so v 18. stoletju pobegnili iz Rusije zaradi verskega preganjanja.
Na ukrajinski strani na severnem robu delte ima mesto Izmail 85.000 prebivalcev, Kilija 21.800 prebivalcev in glavno središče lipovske skupnosti Vilkovo 9300 prebivalcev.

## Zgodovina
Zgodovinski zapisi kažejo, da so Dačani živeli v delti Donave, preden so jo osvojili Rimljani. Po kasnejšem vdoru Gotov je regija večkrat spremenila oblastnike. V 15. stoletju je delta Donave spadala pod Osmansko cesarstvo. Leta 1812 so bile po rusko-turški vojni meje osmanskega in ruskega imperija na Kiliji in Starostambulskem kanalu Donave, leta 1829 pa na kanalu Svetega Jurija. Pariška pogodba iz leta 1856, ki je končala krimsko vojno, je podelila delto Osmanskemu cesarstvu in ustanovila mednarodno komisijo, ki je opravila vrsto del za pomoč pri plovbi. Leta 1878 je bila po porazu osmanskega cesarstva meja med Rusijo in Romunijo na Kiliji in Starostambulskem kanalu.
Leta 1991 je bil romunski del delte Donave vpisan na Unescov seznam območij svetovne dediščine. Okoli 2733 km² delte je strogo varovano območje.
Leta 1998 je bilo v okviru Unescovega programa Človek in biosfera določeno območje, veliko 6264,03 km² delte Donave, ki je pripadal Romuniji in Ukrajini.
Zgodovinsko gledano je bil del delte Donave leta 1938 označen kot rezervat.
V Ukrajini je bila leta 1973 ustanovljena donavska veja črnomorskega državnega rezervata. Leta 1981 je bil reorganiziran v Naravni rezervat Donavski tokovi, leta 1998 pa je bil razširjen v biosferni rezervat Donave.

## Okoljska vprašanja
Obsežna dela so se začela v delti Donave že v drugi polovici 19. stoletja.  Prvi popravki kraka Suline so se začeli leta 1862, nadaljevali pa so se tudi v 20. stoletju. Posledično se je dolžina Suline zmanjšala z 92 na 64 km, njen pretok pa se je več kot podvojil in bil tako primeren za plovbo velikih plovil. Popravljanje šestih velikih meandrov na toku je zmanjšalo dolžino Svetega Jurija na 108 km, pretok pa se je nekoliko povečal. Spremembi sta bili v škodo kraka Kilija, ki je še vedno najbolj neokrnjena. Ti popravki ter tudi kopanje različnih drugotnih kanalov po območju delte so resno vplivali na ekosistem. Naravno okolje je bilo  spremenjeno, vzrejni vzorec rib je bil prekinjen, pretoki v glavnih krakih pa so se povečali s hudimi posledicami v zvezi z izpuščanjem nanosov in erozijo brežin.
V komunističnem obdobju so intenzivno pobirali trstičje, ker so načrtovali preoblikovanje delte v veliko kmetijsko-industrijsko območje. Čeprav je bilo prvo sodobno kmetijsko izkoriščanje iz leta 1939 (Ostrovul Tãtaru), so bile velike površine izsušene in predelane v škodo mokrišč šele po letu 1960. Leta 1991 so kmetijska zemljišča v delti presegla 100.000 hektarjev, več kot tretjina površine pa je vplivala na pridelovanje poljščin, gozdne nasade ali ribogojstvo. Zaradi teh sprememb skupaj z naraščajočim onesnaževanjem in evtrofikacijo vod v Donavi ter desetletja izkoriščanja in slabimi ribolovnimi predpisi se je število rib vidno zmanjšalo.
Leta 2004 je Ukrajina začela delati nov kanal Bistroe, ki bi zagotavljal dodatno plovno povezavo iz Črnega morja na pretežno ukrajinskem delu delte Donave. Evropska unija pa je zaradi negativnih vplivov na krhki ekosistem delte Ukrajini svetovala, naj ustavi dela. Romunski uradniki so grozili, da bodo tožili Ukrajino na Mednarodnem sodišču. Pod predsedstvom Kučme je Ukrajina odgovorila, da se je Romunija samo bala konkurence, ki bi jo nov kanal prinesel in nadaljevala delo. Pod predsedstvom Jušenka, ki je leta 2005 obiskal Romunijo, sta se strani strinjali, da bi morali strokovnjaki odločiti o usodi kanala. Dolgoročno Ukrajina načrtuje gradnjo plovnega kanala, če ne čez kanal Bistroe, pa čez kakšen drug kanal.